# Gran Nord
Gran Nord fou una sèrie de televisió de TV3 estrenada el 7 de maig del 2012 i finalitzada el 22 de juliol del 2013, amb una durada de dues temporades. Els protagonistes de la sèrie, que s'emetia tots els dilluns a les 21:50h, són l'Anna i en Pep. Està ambientada al poble de Nord, anàleg fictici de Sorre (Pallars Sobirà)

## Argument
La història comença a Barcelona. L'agent Anna Obach és una jove subinspectora dels Mossos d'Esquadra, amb un brillant expedient i un futur prometedor. L'Anna té un caràcter obstinat que, unit a un acusat sentit de la justícia i del deure professional, fa que sovint tingui problemes amb els seus superiors. Un dia, en el compliment del seu deure, fica la pota i el seu cap la degrada i la destina al Gran Nord, una vall poc coneguda dels Pirineus. Gran Nord és un lloc especial, com ho acostumen a ser, per als habitants de les ciutats, la majoria de poblets d'alta muntanya qualsevol dia feiner, però ben normal per a la gent que hi viu.
El que ja no és tan normal, ni tan sols per a la gent de Gran Nord, són els habitants del petit poble de Nord, on l'Anna arriba per instal·lar-se a l'antiga i abandonada casa familiar. A Nord estan convençuts que tenen una democràcia absoluta, que mai ha reconegut cap altra sobirania que els seus habitants. Nord no té autoritats, ho decideixen tot al Consell, una mena d'assemblea on sempre estan reunits el Manolo, la Rita, el Joan, la Frederica, el Sisquet, la Tanja, l'Ermengol i el Quico. Tenen un Llibre de Privilegis, atorgat per Carlemany, que els fa diferents, originals i lliures. En l'actualitat no està gens clar que cap poder o autoritat els reconegui aquests privilegis, però en el fons tampoc ningú no els els nega.
L'Anna, una dona de ciutat i amb un gran sentit del deure, una defensora absoluta de la llei, comença una nova vida en aquest poble, on el seu sistema de creences, i fins i tot la seva pròpia carnalitat, es veuran trasbalsats absolutament. Aquella mossa d'esquadra que no volia anar castigada a aquest racó del món descobrirà al Gran Nord el seu lloc al món i, en certa manera, viurà una mena d'experiència iniciàtica.
Amb l'Anna i el Pep, el seu company de patrulla, descobrirem els personatges i la vida en aquest indret tan singular on la vida quotidiana pot ser sorprenent, imprevisible i, fins i tot, divertida.

## Personatges
| Actor           | Personatges       | Casa            |
| --------------- | ----------------- | --------------- |
| Aina Clotet     | Anna Obach        | Cal cavaller    |
| Roger Coma      | Pep Solà          |                 |
| Nacho Fresneda  | Ermengol Tarrés   | Ca l'Espanyolet |
| Mercè Arànega   | Rita Coll         | Ca la Gavatxa   |
| Manel Barceló   | Manolo Pla        | Ca de Calí      |
| Pep Cruz        | Quico Pallars     | Cal Cavaller    |
| Roger Casamajor | Joan Coll         | Ca la Gavatxa   |
| Marta Romero    | Federica Roi      | Ca l'Erroi      |
| Ramon Pujol     | Sisquet Deulofeu  | Poblador        |
| Marta Pérez     | Margarida Tarrés  | Ca l'Espanyolet |
| Xavier Lite     | Sergent Rius      |                 |
| Aleix Albareda  | Caporal Estadella |                 |
| Ivana Miño      | Tanja             | Ca la Russa     |
| Marta Angelat   | Laura Pallars     | Cal Cavaller    |
| Eduard Muntada  | Cullera           |                 |
| Pepo Blasco     | Tomeu             |                 |
| Xavier Ruano    | Romeu             |                 |
| Tània Sàrrias   | Núria Obach       | Cal Cavaller    |
| Aina Calpe      | Lídia             |                 |
| Jordi Ballester | Oriol Sisquella   |                 |
| Carlota Frisón  | Clara             |                 |

## Audiències
| Temporada | Quota | Espectadors |
| --------- | ----- | ----------- |
| 1a (2012) | 16,1% | 481.000     |
| 2a (2013) | 12,3% | 370.000     |